# Everybloody's End
Everybloody's End è un film del 2019 diretto da Claudio Lattanzi.

## Trama
In un sotterraneo, cinque persone lottano per la loro sopravvivenza: tre donne, Bionda, Nera e Rossa; un teologo e un giovane dottore. Fuori da questo nascondiglio regna l'apocalisse. Il male è stato generato da un paziente zero e un gruppo di ex soldati, chiamati "Sterminatori", crocifigge ogni persona che incontra per cercare l'origine del male. I cinque, però, non saranno al sicuro in questo posto.

## Distribuzione
Il film è stato presentato al Sitges - Festival internazionale del cinema fantastico della Catalogna il 12 ottobre 2019.

## Curiosità
- Massimo Antonello Geleng è stato il supervisione alla scenografia del film.
- Sergio Stivaletti ha curato gli effetti speciali ed è presente in un cameo nel prologo.